# Benavites (kommun)
Benavites är en kommun i Spanien.   Den ligger i provinsen Província de València och regionen Valencia, i den östra delen av landet, 300 km öster om huvudstaden Madrid. Antalet invånare är 634. Arean är 4,3 kvadratkilometer. Benavites gränsar till Almenara, Faura, Quartell och Sagunto. 
Terrängen i Benavites är mycket platt.